# 切雷托格鲁埃
切雷托格鲁埃（義大利語：Cerreto Grue），是意大利亚历山德里亚省的一个市镇。总面积4.78平方公里，人口318人，人口密度66.5人/平方公里（2009年）。ISTAT代码为006058。